# Me’ila (Mischnatraktat)

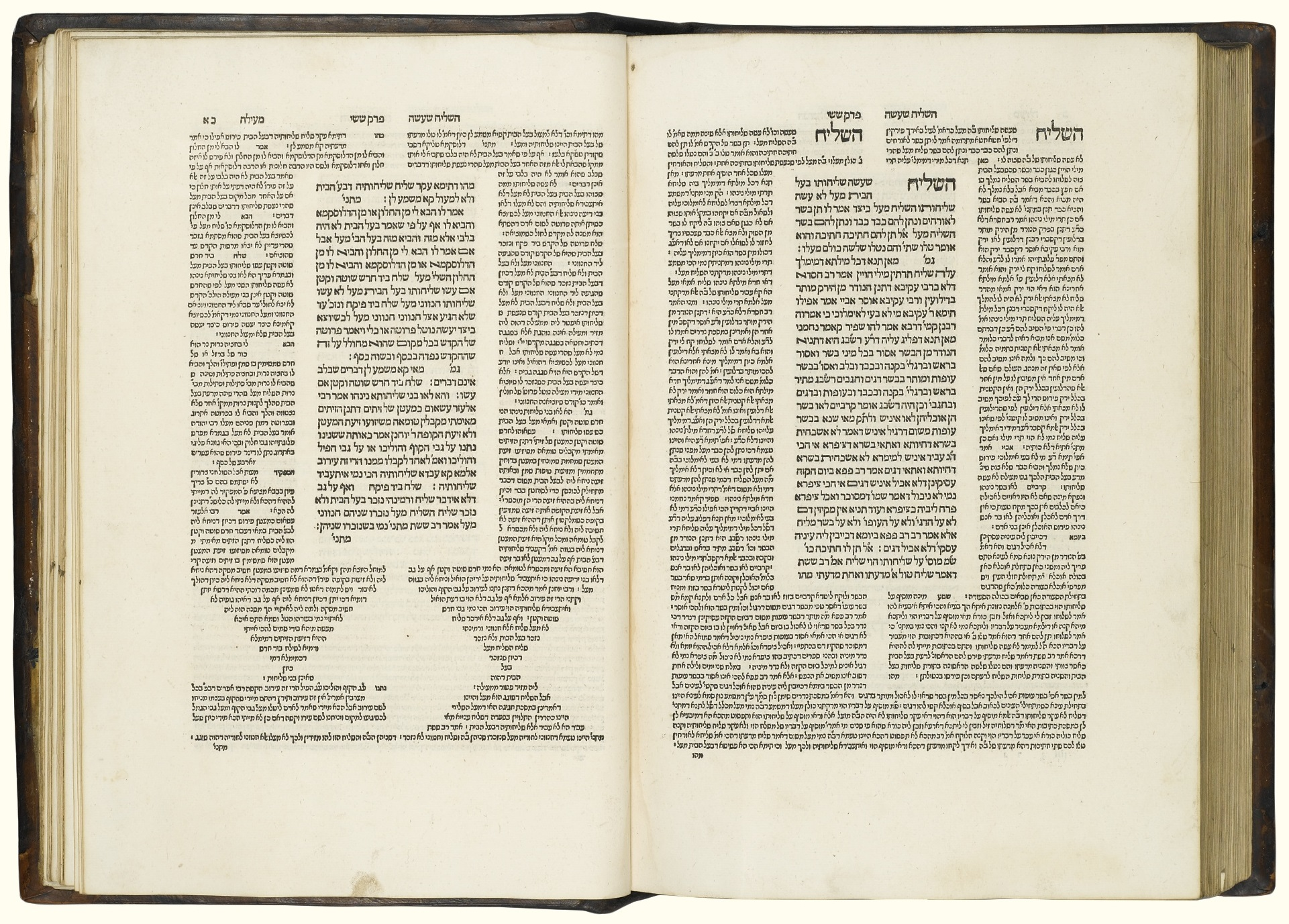

Traktat Me'ila מַסֶּכֶת מְעִילָה Masechet Me'ila stammt von dem Wort (מַסֶּכֶת „Veruntreuung“, „Vergreifen“ [am Geheiligten]) ab und ist ein Traktat aus der Mischna in der Ordnung Kodaschim סֵדֶר קָדָשִׁים (Heilige Dinge). Dieses Mischna-Traktat bezieht sich auf die Thora-Stellen Leviticus 5:15 ff. und Numeri 5:6-8.
Das Traktat Me'iela enthält nur Gemara (rabbinische Kommentare zur Mischna) im babylonischen Talmud und besteht aus 22 Folia. Im Jerusalemer Talmud ist das Traktat nicht enthalten.
Das Traktat ist in sechs Kapitel unterteilt. Es behandelt u. a. Bestimmungen zur Veruntreuung von Besitz des Tempelheiligtums. So wurde für vorsätzlich begangene Vergehen die Strafe der Geißelung verhängt. Hatte der Täter / die Täterin das Vergehen nicht vorsätzlich begangen, trat an die Stelle der Geißelung ein Tempelopfer. Als Veruntreuung galt jede unrechtmäßige Nutznießung von sakralen Besitz, sobald der Schaden mindestens den Wert der antiken judäischen Münzeinheit Perutah ausmachte.